# Tango (entreprise)
Pour les articles homonymes, voir Tango.
 (janvier 2017).
Si vous disposez d'ouvrages ou d'articles de référence ou si vous connaissez des sites web de qualité traitant du thème abordé ici, merci de compléter l'article en donnant les références utiles à sa vérifiabilité et en les liant à la section « Notes et références ».
Tango est une entreprise luxembourgeoise créée en 1998, elle fait partie du groupe belge Proximus. Tango est le second opérateur de télécommunications sur les trois que compte le Luxembourg et avait 280 000 clients en 2013.
À partir du 1er janvier 2019, l'entreprise Tango S.A a fusionné avec la société Telindus S.A. Cette dernière, en plus d'absorber Tango, a également changé de nom et s’appelle Proximus Luxembourg S.A. 

## Tango Liechtenstein
La division Liechtensteinoise a été vendue à Unify Nederland en décembre 2009.